# 레이시 셔베어
레이시 니콜 셔베어(영어: Lacey Nicole Chabert, 1982년 9월 30일 ~ )는 미국의 배우이다.

## 출연 작품
- 스틸 더 킹 (2016)
- 더 로스트 트리 (2016)
- 크리스마스 멜로디 (2015)
- 어쩌다 크리스천 (2014)
- 더 쓰리 댓 세이브드 크리스마스 (2014)
- 악령 : 허수아비의 저주 (2013)
- 싱글 인 LA (2013)
- 굿나잇 레인의 악령 (2013)
- 기적의 피아노 (2013)
- 어 홀리데이 헤이스트 (2011)
- 써스트 (2010)
- 더 로스트 (2009)
- 리치 포 미 (2009)
- 고스트 오브 걸프렌즈 패스트 (2009)
- 인 마이 슬립 (2009)
- 셔만스 웨이 (2008)
- 스펙타큘러 스파이더맨 (2008)
- 비잉 마이클 매드슨 (2007)
- 블랙 크리스마스 (2006)
- 팻와 (2006)
- 나이스 가이스 (2006)
- 더티 디즈 (2005)
- 샤도우 오브 피어 (2004)
- 퀸카로 살아남는 법 (2004)
- 야!러그래츠 : 무인도 대모험  (2003)
- 대디 데이 케어 (2003)
- 쏜베리의 가족 탐험대 - 극장판 (2002)
- 발토 2 (2001)
- 섹스 아카데미 (2001)
- 타트 (2001)
- 피블의 모험 4 (1999)
- 라이온 킹 2 (1998)
- 피블의 모험 3 (1998)
- 로스트 인 스페이스 (1998)
- 토이랜드 (1997)
- 전사 골리앗 (1996)
- 집시(영어판) (1993)
- 천국의 한 자락 (1991)

### 텔레비전
- 파티 오브 파이브 (1994-2000)
- 쇼킹 패밀리 (1999-2000, 2011-12, 2018)
- 브랏츠 (2005-06)